# Jackson Merrill
Jackson Peter Merrill (Baltimore, Maryland, 19 de abril de 2003), más conocido como Jackson Merrill, es un jugador profesional estadounidense de béisbol que se desempeña en la posición de jardinero central en San Diego Padres, equipo de las Grandes Ligas de Béisbol (MLB). Logró obtener un Bate de Plata.

## Carrera
En 2024, Merrill comenzó a jugar como profesional en San Diego Padres, equipo donde lleva jugando una temporada.

## Premios
Fue galardonado con el Bate de Plata en una oportunidad (2024).